# Comuna Velîkozalissea, Camenița
Velîkozalissea (în ucraineană Великозалісся) este o comună în raionul Camenița, regiunea Hmelnîțkîi, Ucraina, formată din satele Kîselivka, Malozalissea și Velîkozalissea (reședința).

## Demografie
Componența lingvistică a comunei Velîkozalissea
     Ucraineană (98,25%)
     Rusă (1,75%)
Conform recensământului din 2001, majoritatea populației comunei Velîkozalissea era vorbitoare de ucraineană (98,25%), existând în minoritate și vorbitori de rusă (1,75%).